# Rizo de Oro, Las Margaritas
Rizo de Oro är en ort i Mexiko.   Den ligger i kommunen Las Margaritas och delstaten Chiapas, i den sydöstra delen av landet, 900 km öster om huvudstaden Mexico City. Rizo de Oro ligger 327 meter över havet och antalet invånare är 334.
Terrängen runt Rizo de Oro är kuperad. Runt Rizo de Oro är det ganska glesbefolkat, med 30 invånare per kvadratkilometer. Närmaste större samhälle är Santo Domingo de las Palmas, 15,7 km sydost om Rizo de Oro. I omgivningarna runt Rizo de Oro växer i huvudsak städsegrön lövskog.